# Titularbistum Phatanus
Phatanus war eine antike Stadt in der römischen Provinz Aegyptus bzw. Aegyptus Iovia im westlichen Nildelta.
Phatanus (ital.: Fatano) ist ein ehemaliges Bistum der römisch-katholischen Kirche und heute ein Titularbistum. Es gehörte der Kirchenprovinz Alexandria an.
| Titularbischöfe von Phatanus |                              | |                  |                    |
| Nr.                          | Name                         | Amt | von              | bis                |
| 1                            | Edmond-Marie-Jean Wolff CSSp | 8. Juli 1941 – 13. Februar 1947 Apostolischer Vikar von Majung, 13. Februar 1947 – 14. September 1955 Apostolischer Vikar von Diégo-Suarez (Madagaskar) | 8. Juli 1941     | 14. September 1955 |
| 2                            | Youhanna Nueir OFM           | Weihbischof in Luxor (Ägypten) | 8. Dezember 1955 | 26. März 1965      |